# ارکیده ماه
ارکیده ماه یا فالانوپسیس آمابیلیس (نام علمی: Phalaenopsis amabilis) یکی از سه گل ملی کشور اندونزی است.